# Glenn Francisco
Glenn Francisco er Niarns debutudspil som solokunstner. Oprindeligt udgivet i 2002 som en 6-tracks EP, men blev, i kølvandet på Niarns kommercielle succes, remastered og genudgivet i 2005 med et bonusnummer inkluderet på tracklisten. Indeholder gæsteoptrædener af rapperne Jøden, Johnny Hefty og Jooks. Genudgivelsen er i modsætning til første oplag ikke brændt, men trykt, og ikke udkommet på vinyl.
Bag begge udgivelser står det dedikerede københavnske hiphop-label Run For Cover Records.

## Spor
1. "Si'r Ik' En Skid"
2. "Hvasså Manne"
3. "Som Om..."
4. "Grimey Bitch"
5. "Når Filmen Knækker"
6. "En Spillers Bekendelser"